# ワールド・トレード・センター駅 (パストレイン)
ワールド・トレード・センター駅 (ワールドトレードセンターえき、World Trade Center Station) は、ニューヨーク市ロウアー・マンハッタンのワールド・トレード・センター内にあるパストレインのターミナル駅である。
元々はハドソン・ターミナル駅（英語: Hudson Terminal）として1909年7月19日に開業したが、旧ワールド・トレード・センターPATH駅が1971年に開業し、ハドソン・ターミナルは解体された。旧ワールド・トレード・センター駅は2001年9月11日に発生したアメリカ同時多発テロ事件によって機能不全となり、仮設PATH駅が2003年に再開業した。この駅はニューアーク-ワールド・トレード・センター線およびホーボーケン-ワールド・トレード・センター線のターミナル駅としてサービスを提供している。2016年3月3日、大幅な再建工事を経て、新駅舎がワールド・トレード・センター・トランスポーテーション・ハブ (World Trade Center Transportation Hub) として開業した。

## 駅案内図
| G                       | 地上階                                                                | ビージー・ストリート、ウェスト、ブロードウェイ、グリニッジ・ストリート、セプテンバー11メモリアル＆ミュージアム |
| B1 上層コンコース       | 相対式ホーム、右側ドアが開く                                          | 相対式ホーム、右側ドアが開く |
| B1 上層コンコース       | ブロードウェイ線北行                                                  | ← フォレスト・ヒルズ-71番街駅行き (シティ・ホール駅) ← ディトマース・ブールバード駅行き (シティ・ホール駅) |
| B1 上層コンコース       | ブロードウェイ線南行                                                  | → ベイ・リッジ-95丁目駅行き (レクター・ストリート駅) → → 平日：ホワイトホール・ストリート-サウス・フェリー駅行き (レクター・ストリート駅) → → 深夜帯：コニー・アイランド-スティルウェル・アベニュー駅行き (レクター・ストリート駅) → |
| B1 上層コンコース       | 相対式ホーム、右側ドアが開く                                          | |
| B1 上層コンコース       | バルコニー                                                            | ウェストフィールド・ワールド・トレード・センター 下層コンコースのエレベーター、エスカレーター、階段 |
| B1 上層コンコース       | 西コンコース・バルコニー                                              | 店舗、ブルックフィールド・プレイスへの連絡通路 |
| B1 上層コンコース       | 相対式ホーム、右側ドアが開く                                          | |
| B1 上層コンコース       | 7番街線北行                                                           | ← ヴァン・コートラント・パーク-242丁目駅行き (チェンバーズ・ストリート駅) |
| B1 上層コンコース       | 7番街線南行                                                           | → サウス・フェリー駅行き (レクター・ストリート駅) → |
| B1 上層コンコース       | 相対式ホーム、右側ドアが開く                                          | |
| B2 下層コンコース       | 地下鉄間連絡通路                                                      | 系統の列車 (チェンバーズ・ストリート-ワールド・トレード・センター駅) 系統の列車 (フルトン・センター経由) |
| B2 下層コンコース       | 地下鉄連絡通路                                                        | メトロカード券売機、ブロードウェイ線ホームへの連絡通路 |
| B2 下層コンコース       | ウェストフィールド・ワールド・トレード・センター                      | 店舗、ブース |
| B2 下層コンコース       | 地下鉄連絡通路                                                        | メトロカード券売機、7番街線ホームへの連絡通路 |
| B3 メザニン             | パストレイン改札口                                                    | パストレイン用券売機 |
| B3 メザニン             | 西コンコース                                                          | 店舗、ブルックフィールド・プレイスへの連絡通路 |
| B4 パストレインのホーム |                                                                       | |
| 1番線                   | ← HOB–WTC ラッシュ時：ホーボーケン駅行き (エクスチェンジ・プレイス駅) | |
| 島式ホーム (ホームA)    |                                                                       | |
| 2番線                   | ← HOB–WTC ホーボーケン駅行き (エクスチェンジ・プレイス駅)             | |
| 3番線                   | ← HOB–WTC ホーボーケン駅行き (エクスチェンジ・プレイス駅)             | |
| 島式ホーム (ホームB)    |                                                                       | |
| 4番線                   | ← NWK–WTC ニューアーク・ペン駅行き (エクスチェンジ・プレイス駅)       | |
| 島式ホーム (ホームC)    |                                                                       | |
| 5番線                   | ← NWK–WTC ニューアーク・ペン駅行き (エクスチェンジ・プレイス駅)       | |
| 単式ホーム (ホームD)    |                                                                       | |

2003年11月に開業した当時は仮設駅であった。ワールド・トレード・センター・サイトの再開発のため、駅のエントランスや仮設駅自体の大きさや配置は幾度となく変化してきている。一番新しいエントランスはヴィージー・ストリート (Vesey Street) 上のグリニッジ・ストリートに面し7 ワールド・トレード・センターに隣接する位置にある。現在のエントランスはヴィージー・ストリートの南側に建つ1階建てのビルであり、ビル内にはHudson News直販店と地下のメザニンへとつながるエスカレーターがある。 2013年10月27日に開通したウエスト・コンコース (West Concourse) と呼ばれる地下通路によってブルックフィールド・プレイスとつながっている。
この駅は現在、地下4階に3つの両側プラットホームを持つ。一つ（プラットフォーム A）は現在は壁によって分断されている。2番のりばと3番のりば、および新しい4番のりばが現在使用されている。1番のりばと2番のりばに隣接するこの新しいプラットフォーム Aは2014年2月25日に開業した。プラットフォーム Aには平日のHOB-WTCトレインのみが発着する。NWK-WTCトレインは旧4番のりばと5番のりばの間の古いプラットフォームを使用している。

## 歴史

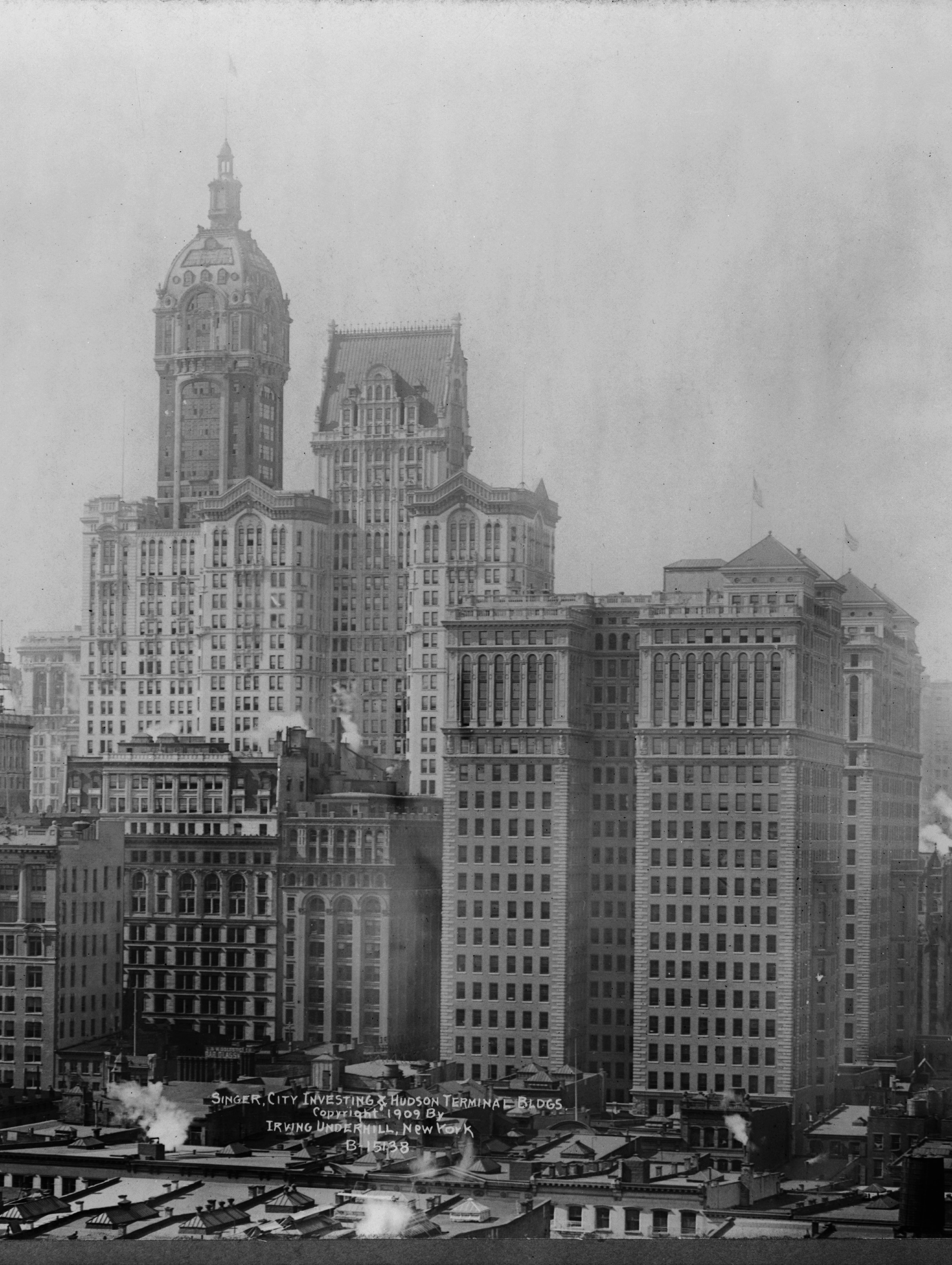
ハドソン・ターミナル駅（右）とシンガー・ビル（左）

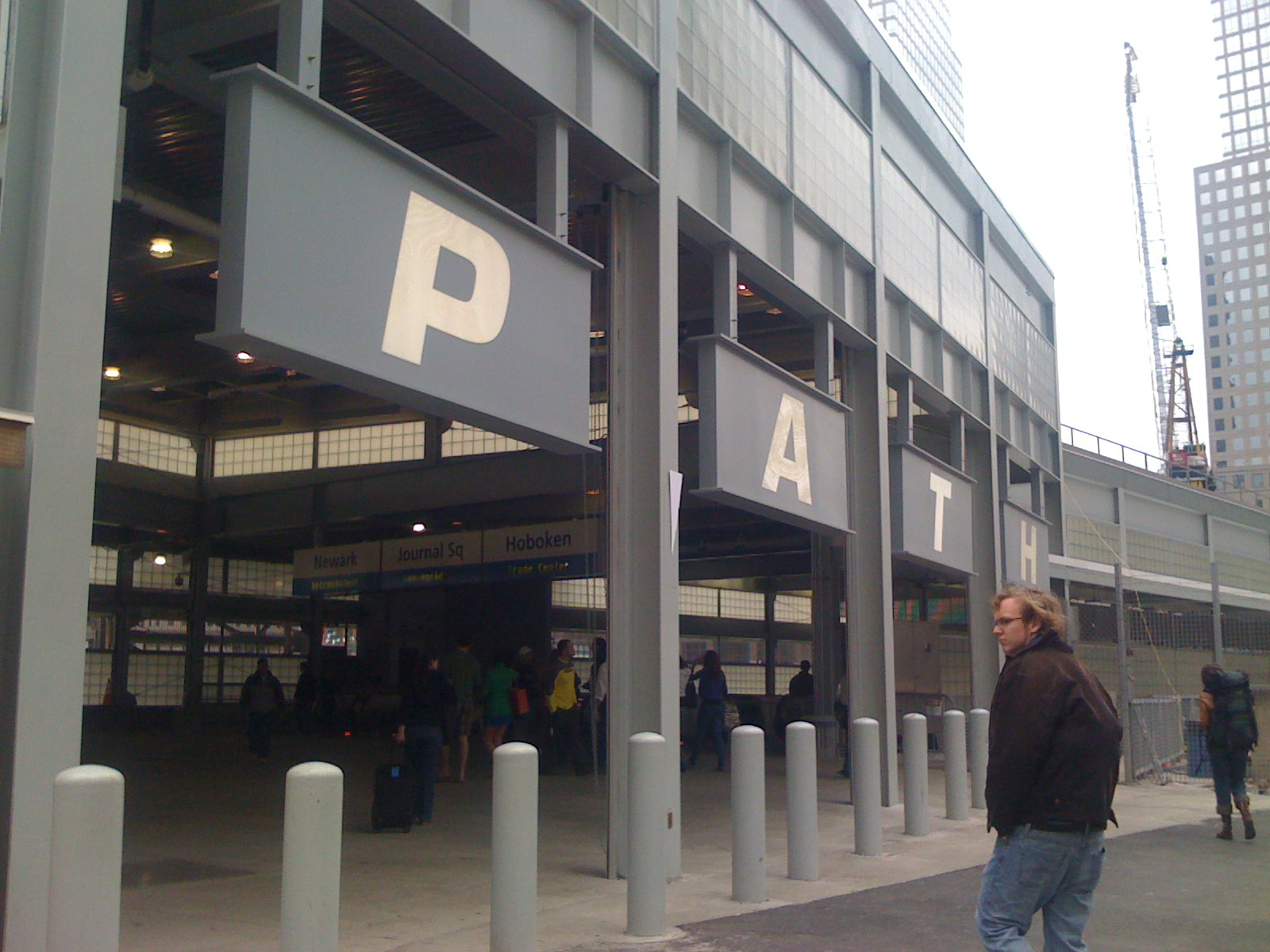
2008年4月に開業した仮設PATH駅の第三エントランス

### ハドソン・ターミナル駅
1908年および1909年、河底トンネルでニュージャージー州とマンハッタンを結ぶ「ハドソン・アンド・マンハッタン鉄道」（のちのパストレイン）のターミナル駅としてハドソン・ターミナル駅が完成した。駅の上には22階建てのツインタワーが建っており、オフィスとして利用されていた。
大勢の通勤客を運んだハドソン・アンド・マンハッタン鉄道は、第二次世界大戦後、新たな道路トンネルが次々と開通したことにより利用者を大きく減らし、1954年に破綻した。後にニュージャージー州の要請でニューヨーク・ニュージャージー港湾公社が同社を買収し、ハドソン・ターミナル駅は港湾公社のワールド・トレード・センター建設計画の敷地となり1972年に解体された。

### 旧PATH駅

#### 初代PATH駅
ハドソン・アンド・マンハッタン鉄道改めパストレインの新トンネルと新駅が、ワールド・トレード・センターの敷地を掘って作られた広大な地下坑（ザ・バスタブ）の中に作られた。この駅は2001年の同時多発テロにより完全に破壊された。

### ワールド・トレード・センター・トランスポーテーション・ハブ

ワールド・トレード・センター再建計画の敷地地図。

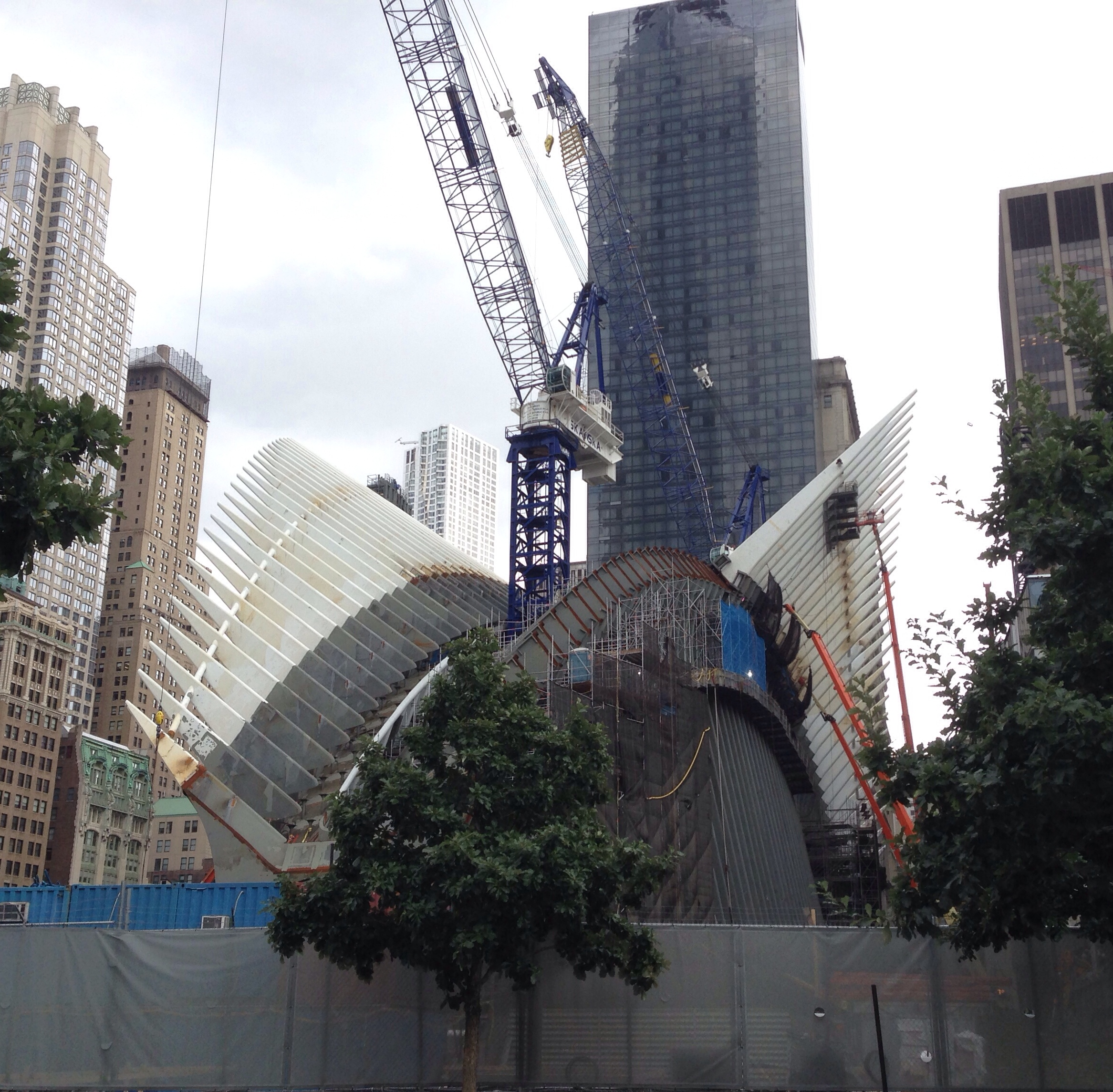
建設中のWTCトランスポーテーション・ハブ（2014年9月）

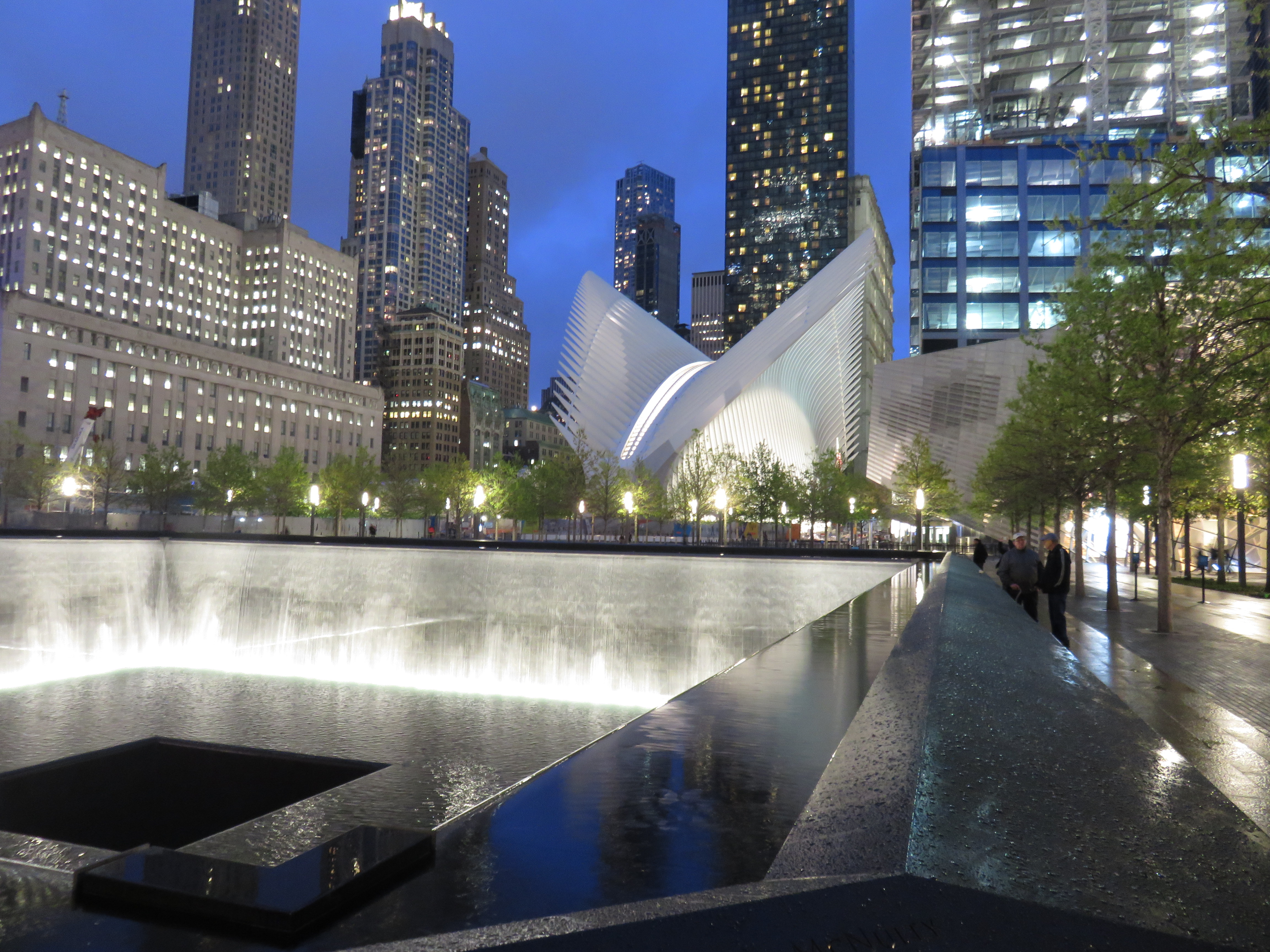
WTCトランスポーテーション・ハブ（2016年）

ワールド・トレード・センター・トランスポーテーション・ハブ (World Trade Center Transportation Hub) は、ニューヨーク・ニュージャージー港湾公社によって建設したの乗り換え駅・小売店の複合施設である(2016年オープン)。これは、WTC PATH仮設駅を置き換えるものである。スペイン人建築家のサンティアゴ・カラトラバによる設計で、ナショナル・セプテンバー11・メモリアルプラザの地下にある鉄道駅と広く開けたメザニンで構成されている。このメザニンは、2 ワールド・トレード・センターと3 ワールド・トレード・センターの間の地上に建つオキュラス (Oculus) と呼ばれるヘッド・ハウス構造物やワールド・トレード・センター複合施設の様々なタワー・ビルの地下を走るコンコースとつながっている。
加えて、この駅はPATHとニューヨーク市地下鉄システムの乗り場を地下で接続する。地下を東西に走る歩行者通路によってフルトン・センターからバッテリー・パーク・シティ・フェリー・ターミナルまでロウアー・マンハッタンの様々な交通機関の乗り場をつなぐよう設計されている。
さらに、テロで破壊された小売施設モール・アット・ザ・ワールド・トレード・センターを新しく365,000平方フィート (33,900 m2)のウエストフィールド・ワールド・トレード・センター モールとして再建、2016年8月16日オープン。

#### ウエスト・コンコース

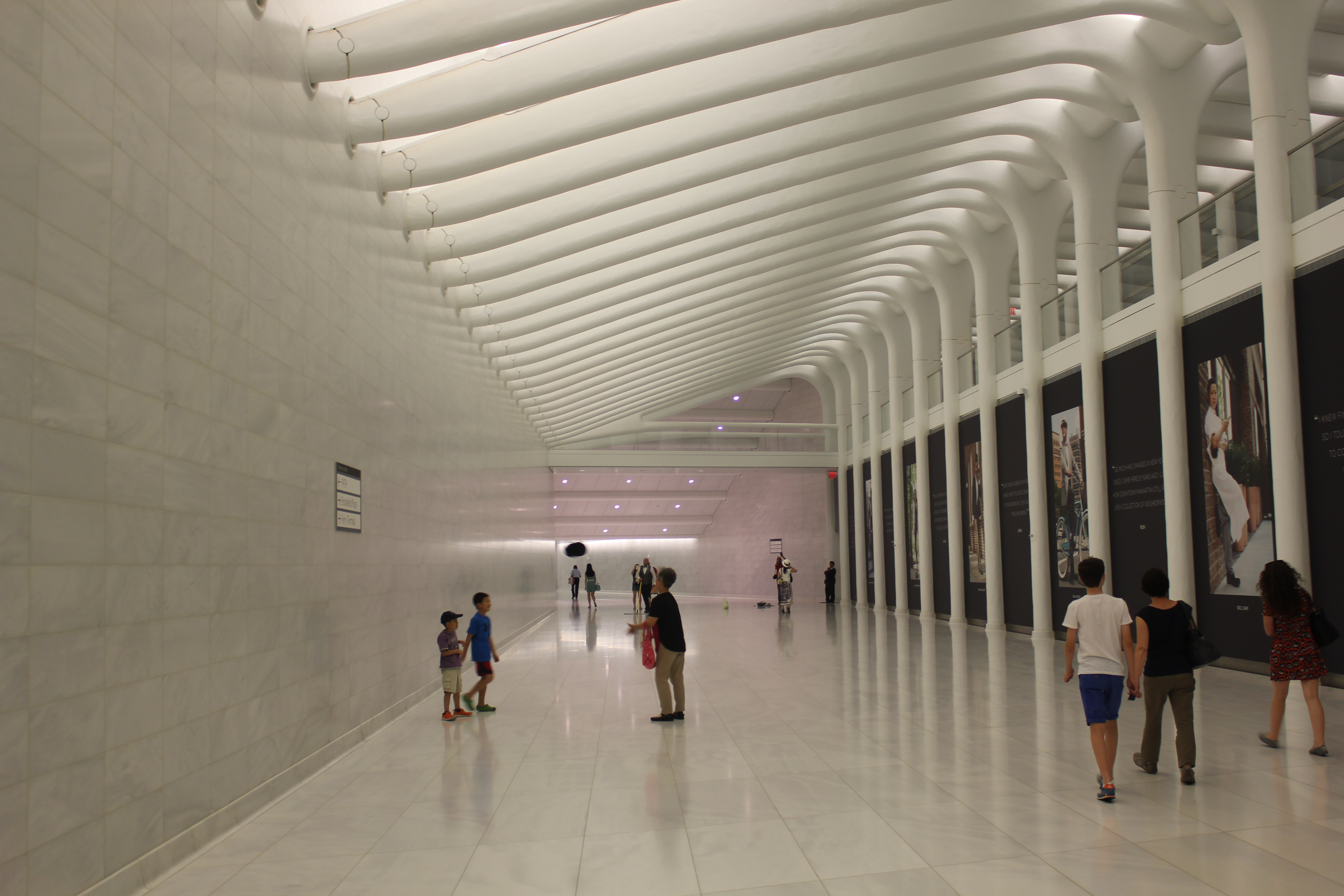
ウエスト・コンコース

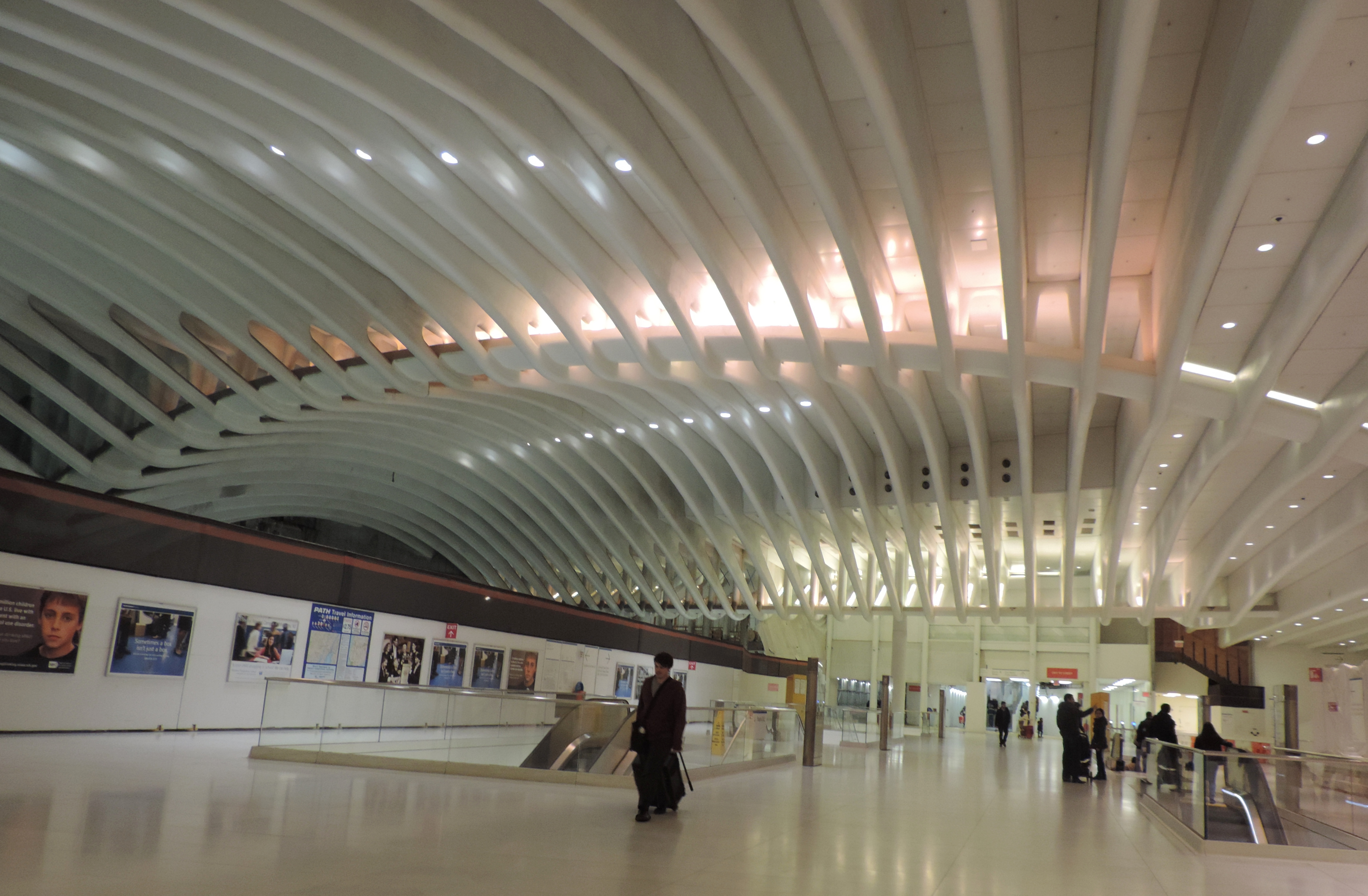
PATH乗り場の地上のコンコース

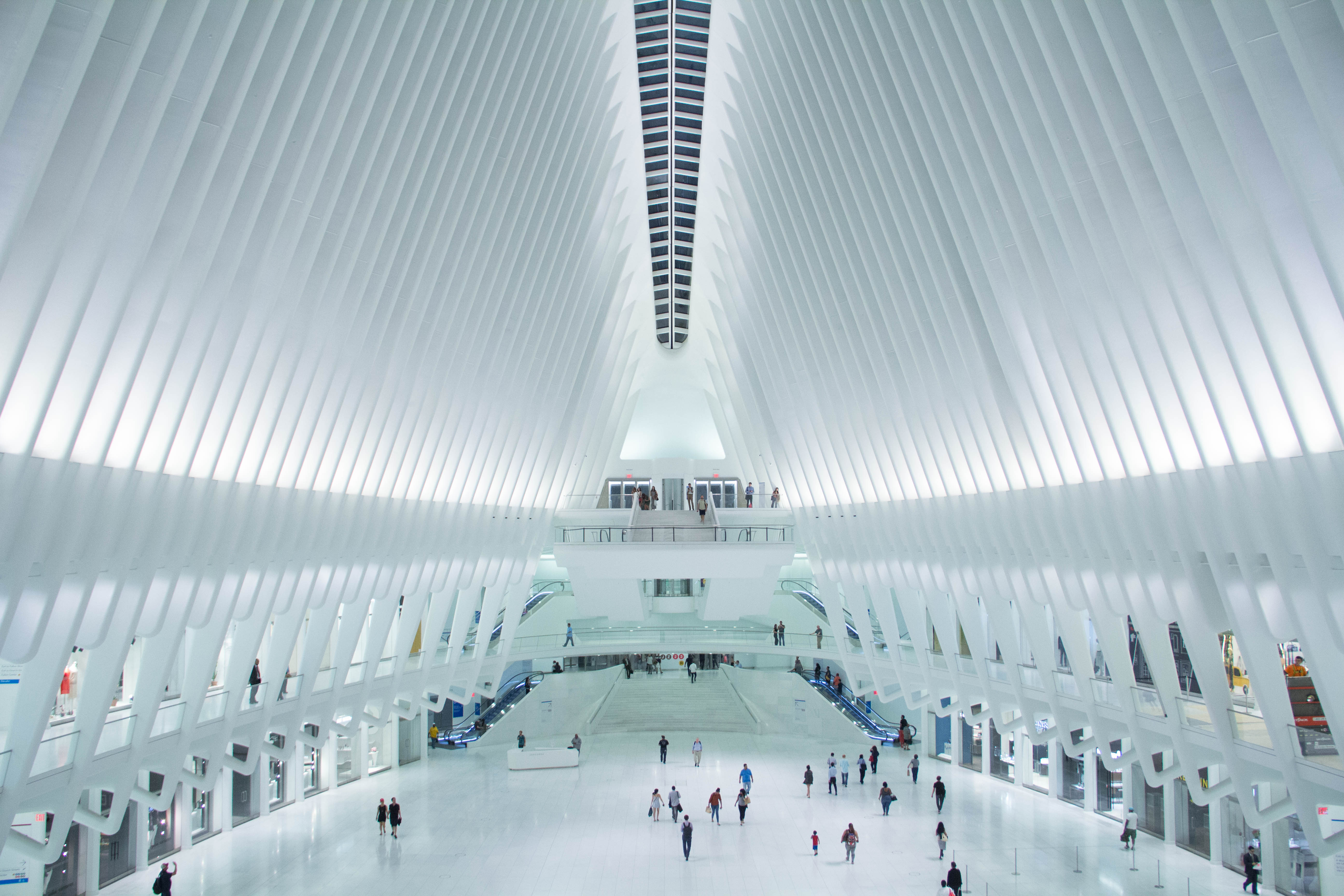
ワールド・トレード・センター・トランスポーテーション・ハブの上に建つ「オキュラス」（ヘッド・ハウス構造物）の下の空間。地下にウエストフィールド・ワールド・トレード・センター（ショッピングモール）が広がる

ウエスト・ストリートの地下を横断する新しい通路（West Concourse、かつての"east-west connector"）は、WTC駅のメザニンとワールド・トレード・センター・サイトのすぐ西のバッテリー・パーク・シティのブルックフィールド・プレイス（旧称ワールド・フィナンシャル・センター）にある新しいパビリオンを結んでいる。この通路は、2013年10月23日に開業した。さらに2014年11月3日に1 ワールド・トレード・センターが開業し、ウエスト・コンコースからこのビルにアクセスすることができる。

#### 総工費
新トランスポーテーション・ハブの総工費は37億4千万ドルで、10年近く建設の遅れが生じた。この莫大な建設費と大幅な遅延は批判の的となっている。

## 隣接乗り換え接続
現在の駅のエントランスは、旧ワールド・トレード・センター駅と違って、近隣の地下鉄駅の乗り場と直接つながっていない。ヴィージー・ストリートは歩行者専用となっており、ワールド・トレード・センター地下鉄駅およびPATH駅のエントランスの間の地上通路となっている。このPATH駅はコートランド・ストリート駅とつながっている。
現在の新しい駅はPATHとニューヨーク市地下鉄システムを結ぶために建設された。このトランスポーテーション・ハブを通過して走る1 系統路線がこのプロジェクトの下で再建され、PATHメザニンの上を通過している。そして再建後のWTCコートランド駅はこのハブへ直接つながることになっている。さらに、チェンバーズ・ストリート–ワールド・トレード・センター/パーク・プレイス複合駅、コートランド・ストリートIRT駅、そしてコートランド・ストリート BMT駅も直接つながることになっている。加えて、デイ・ストリート (Dey Street) 沿いのデイ・ストリート・パッセンジャーウェイがトランスポーテーション・ハブとその東のフルトン・センターを結んでおり、この通路を使って2 3 4 5 A C J N R W Z 系統へアクセスすることができる。ウエスト・コンコース通路は西のバッテリー・パーク・シティのブルックフィールド・プレイスとつながっている。また、ワールド・トレード・センター・サイトからイースト川の新しいトンネルを経由してロングアイランド鉄道およびジョン・F・ケネディ国際空港へ接続するロウアー・マンハッタン-ジャマイカ/JFK・トランスポーテーション・プロジェクトが提案されており、その調査が2004年に始まった。しかし2009年現在、このプロジェクトへの予算配分の優先順位は他のプロジェクトよりも低くなっており、顕著な進展は今のところない。
現在利用できるサービスは以下の通り：
| 凡例                                    | 凡例                         |
| --------------------------------------- | ---------------------------- |
| Stops all times                         | 終日停車                     |
| Stops all times except late nights      | 深夜を除き終日停車           |
| Stops late nights only                  | 深夜のみ停車                 |
| Stops weekdays only                     | 平日のみ停車                 |
| Stops rush hours in peak direction only | ラッシュ時の混雑方向のみ停車 |
| 時間帯詳細                              |                              |

| 系統  | 路線                      | 駅                                                                 |
| ----- | ------------------------- | ------------------------------------------------------------------ |
| 2 3   | IRTブロードウェイ-7番街線 | パーク・プレイス駅                                                 |
| A C   | IND8番街線                | チェンバーズ・ストリート駅                                         |
| E     | IND8番街線                | ワールド・トレード・センター駅                                     |
| N R W | BMTブロードウェイ線       | コートランド・ストリート駅（現在はWTC 複合駅とはつながっていない） |

2014年11月に開業したフルトン・ストリート複合駅（フルトン・センター）は2ブロック東にあり、以下のサービスが利用可能である：
| 系統 | 路線                          |
| ---- | ----------------------------- |
| 2 3  | IRTブロードウェイ-7番街線     |
| 4 5  | IRTレキシントン・アベニュー線 |
| A C  | IND8番街線                    |
| J Z  | BMTナッソー・ストリート線     |

また、M5ニューヨーク市バスの北行きルートがチャーチ・ストリートを、サウス・フェリー方面南行きルートがブロードウェイを走っている。

## ギャラリー

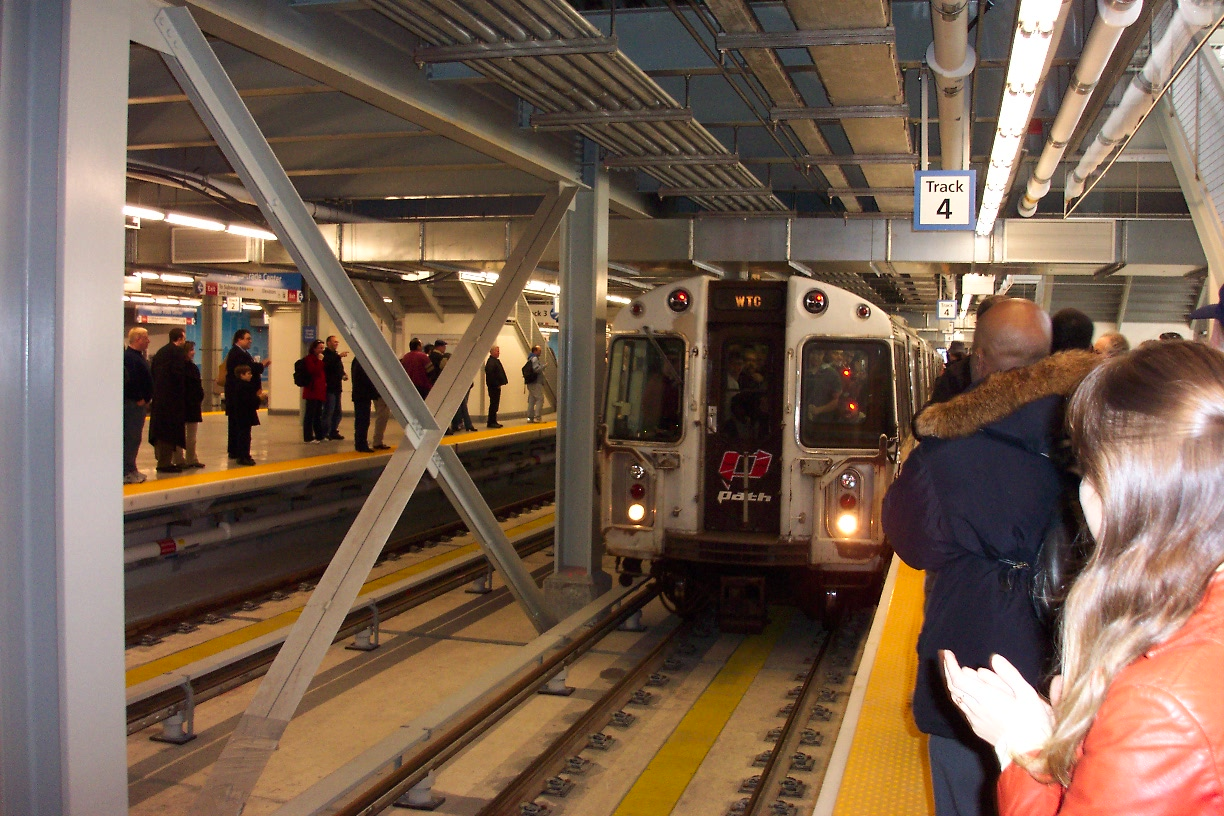
仮設WTC PATH駅へ2003年11月23日2:08 pmにニューアークから到着した開業記念電車。ホームの乗客たちは到着を拍手で祝福している。
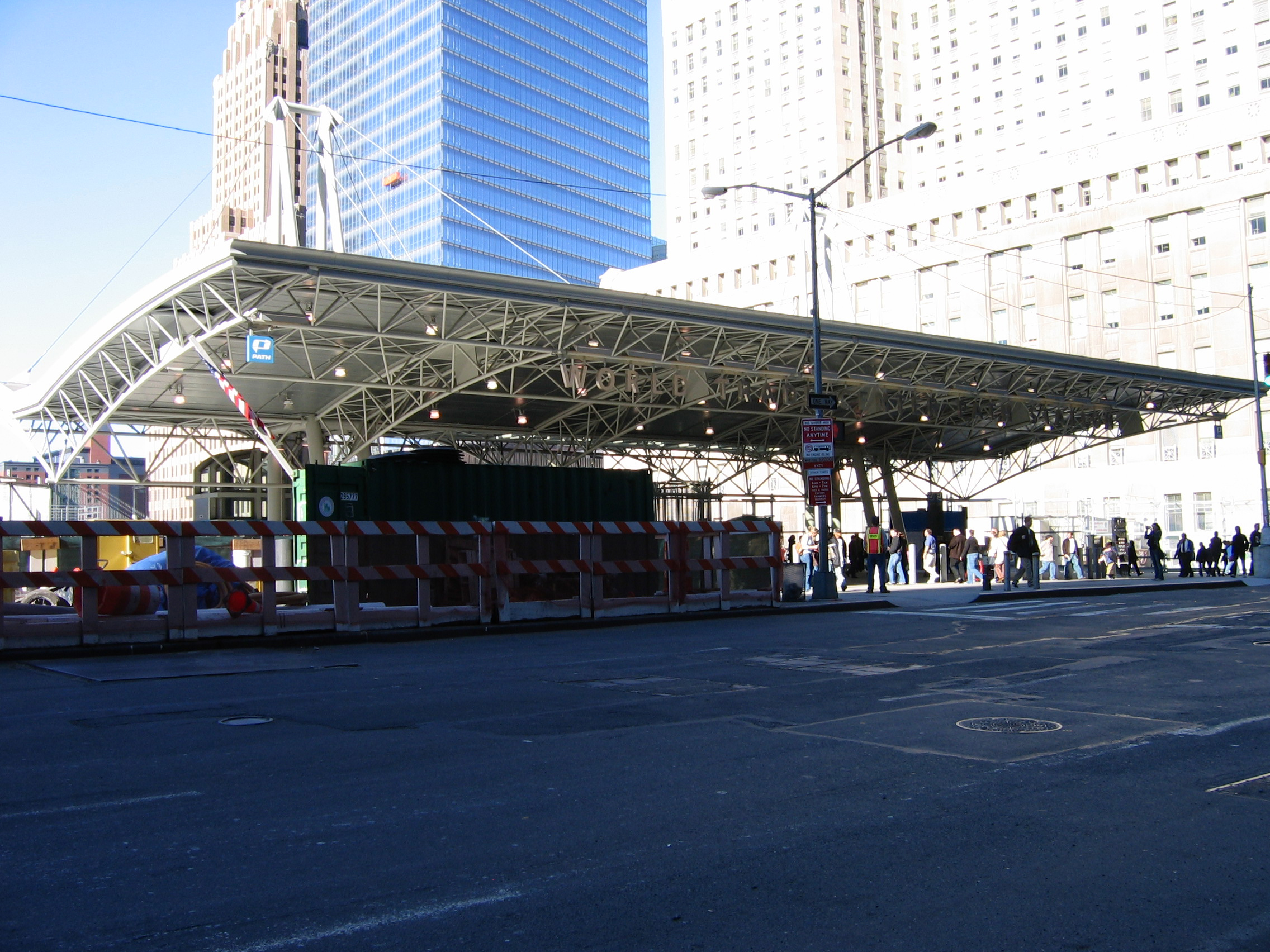
チャーチ・ストリート上の仮設エントランス（2005年）
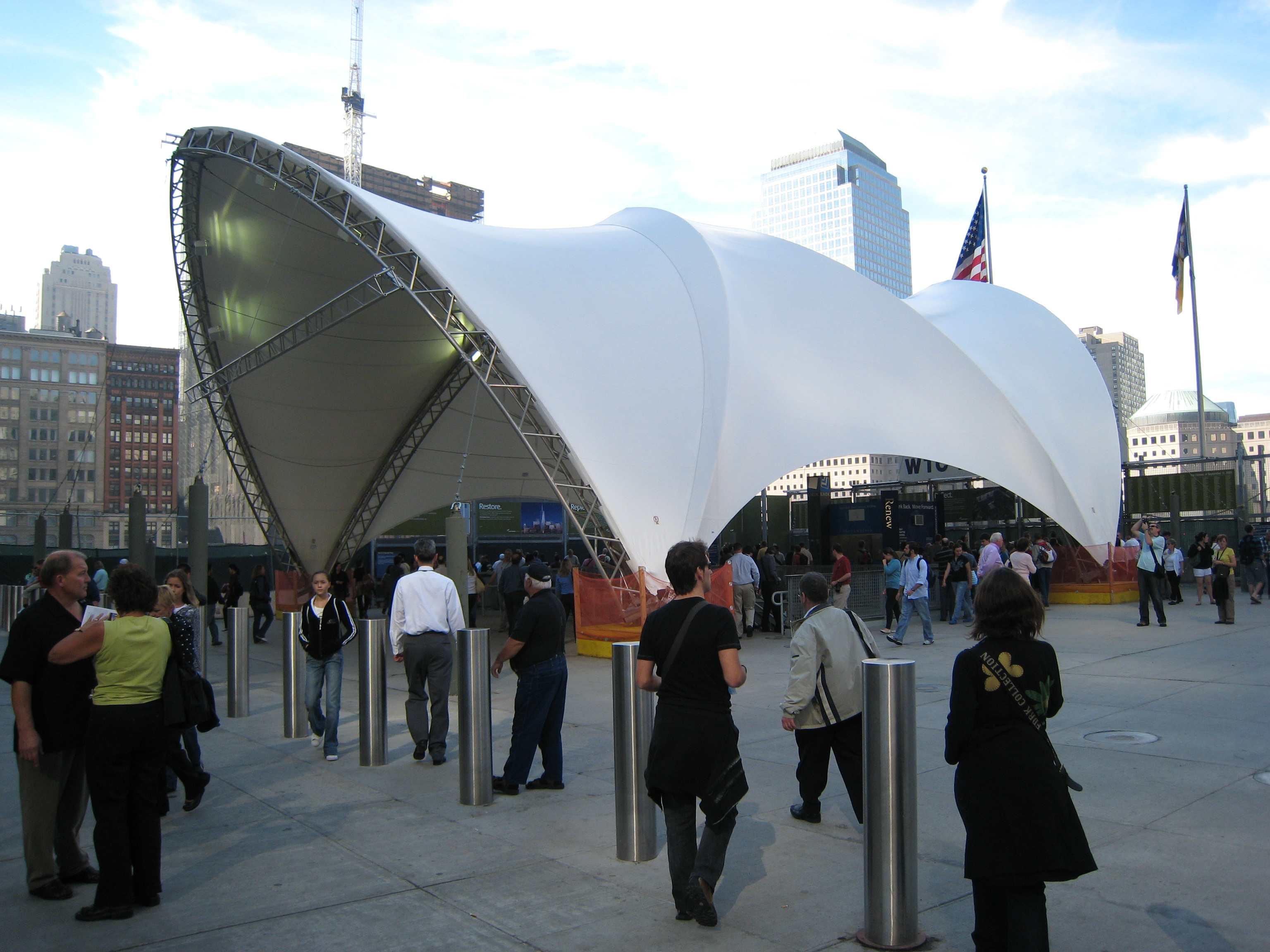
チャーチ・ストリート上の仮設エントランス（2007年）
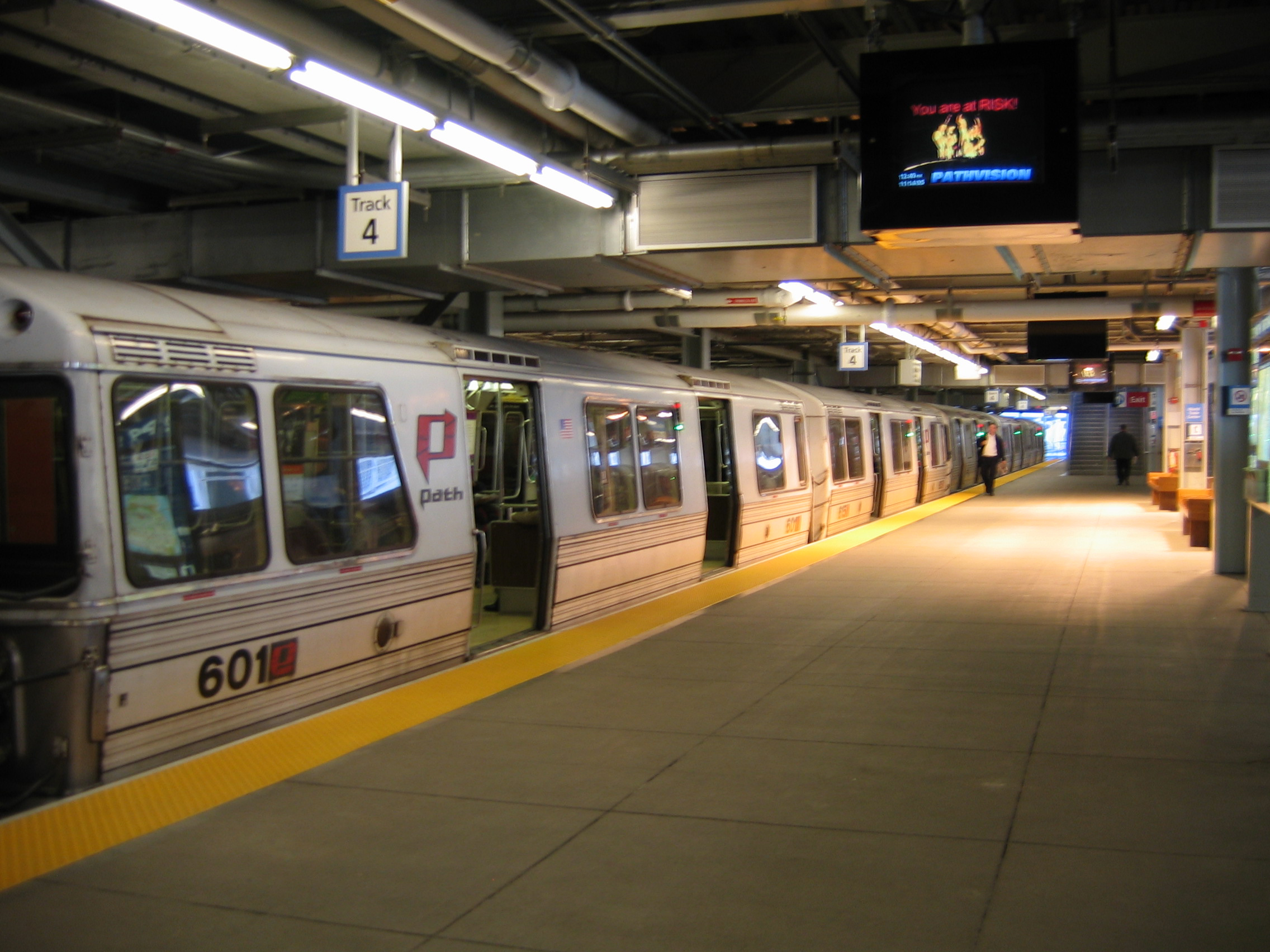
ホーボーケン駅行きの電車（2005年）
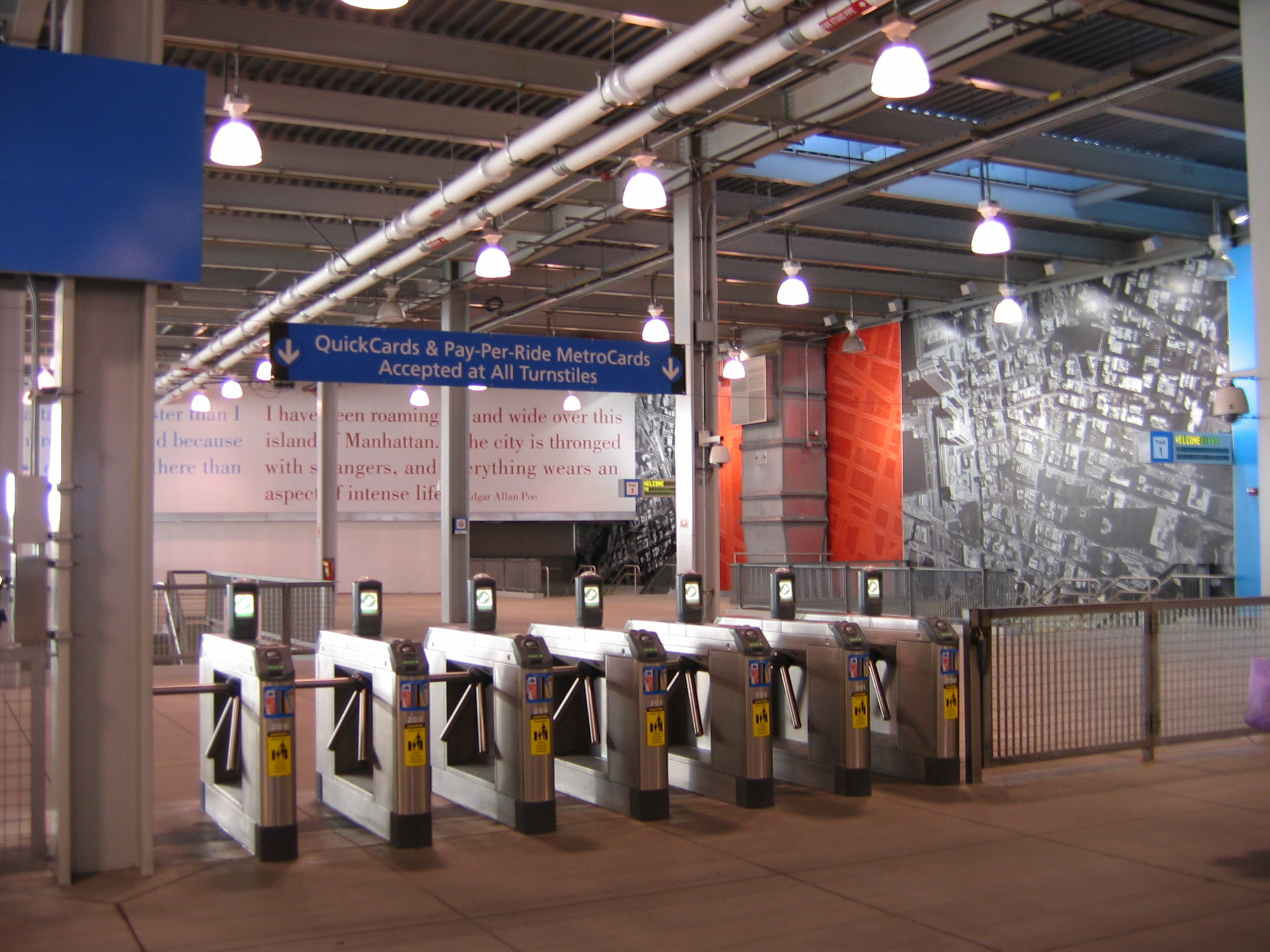
仮設WTC PATH駅と一方通行の改札ゲート（2005年）
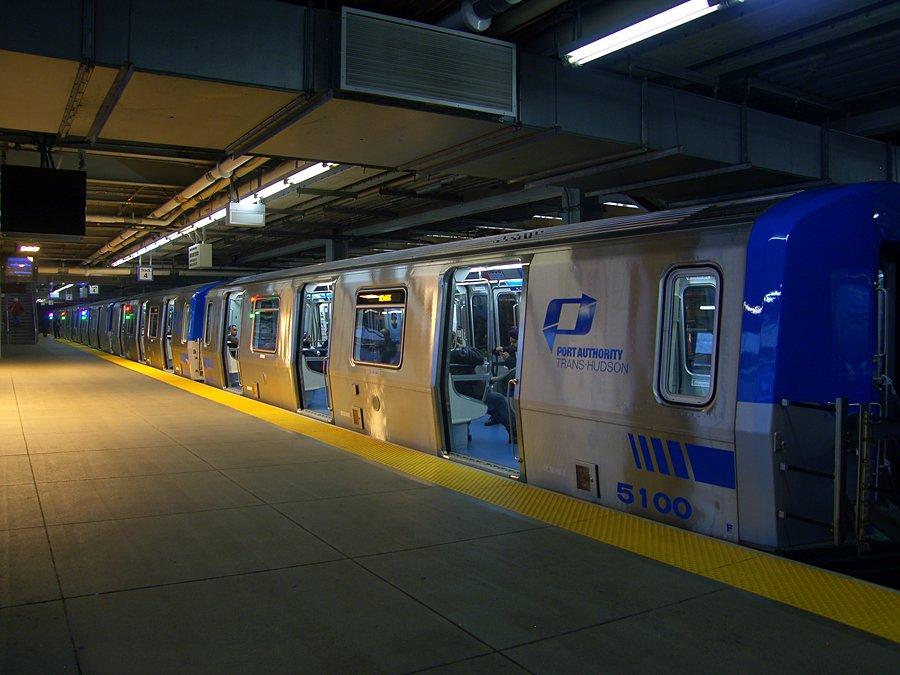
ニューアーク（英語版）行きのPA-5電車（2009年2月27日）